# Ammensen
Ammensen è una frazione (Ortsteil) del comune di Delligsen, nel land della Bassa Sassonia, in Germania.

## Storia
Già comune autonomo nel circondario di Gandersheim, fu soppresso e incorporato a Delligsen il 1º marzo 1974.
| Controllo di autorità | VIAF (EN) 136996918 |